# Katedra Francuska w Berlinie
Katedra Francuska w Berlinie (niem. Französischer Dom) – jest jednym z dwóch byłych kościołów na Gendarmenmarkt, placu w Berlinie (dzielnica Mitte). Kościół został zbudowany przez wspólnotę hugenotów i obecnie mieści Muzeum Hugenotów.

## Historia
Wielu hugenotów (francuskich kalwinistów) uciekło do Berlina z Francji po odwołaniu edyktu nantejskiego w 1685 roku. Książę Fryderyk Wilhelm zachęcał uchodźców do osiedlenia się tutaj, ponieważ większość z nich była wykwalifikowanymi pracownikami lub w inny sposób użytecznymi dla królestwa. 
Wybudowana przez wspólnotę hugenotów w latach 1701–1705 w stylu neoklasycystycznym, Katedra Francuska była wzorowana na zniszczonym kościele hugenotów w Charenton-Saint-Maurice we Francji. Wieża i portyki zostały dodane przez architekta Carla von Gontarda w 1785 roku. 
Dziś dawny kościół mieści Muzeum Hugenotów z platformą widokową i restauracją.